# Hauza
Hauza (arab. ‏حوزة‎, ḥawza; także arab. ‏الحوزة العلمية‎, al-ḥawza al-ʿilmiyya; pers. حوزه علمیه, houze-je elmije) – szyickie seminarium, w którym studenci odbywają intensywną formację teologiczną i moralną.

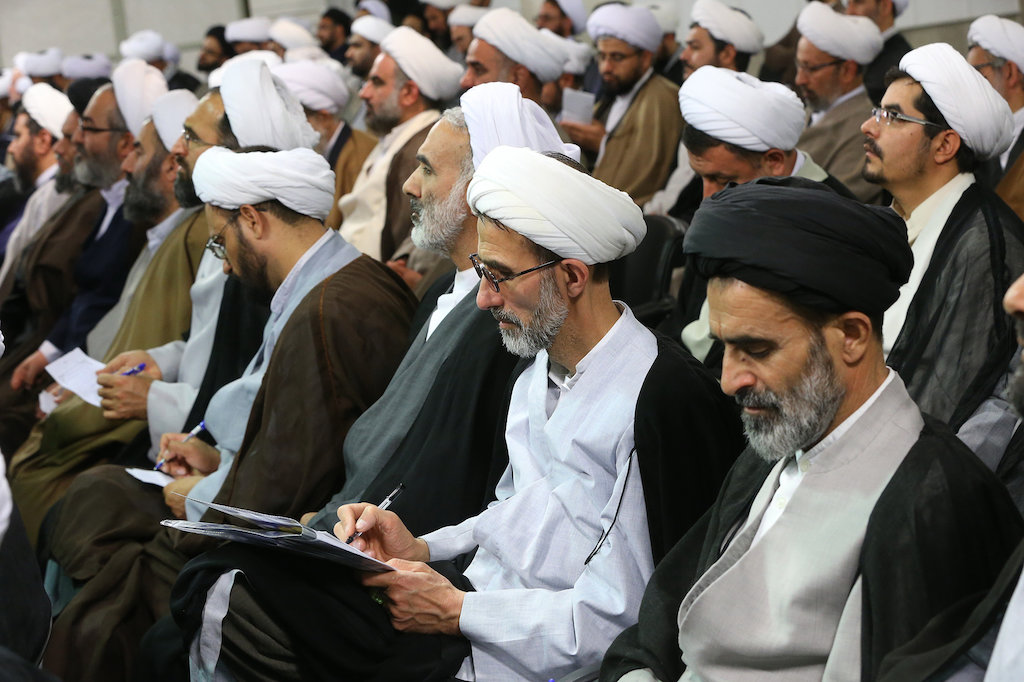
Studenci hauzy w Komie, Iran, 2016

Hauzy nie mają ustalonego programu nauczania, system edukacji w każdej z nich jest autonomiczny. Do tematów wykładanych w hauzach należą m.in. filozofia muzułmańska, filozofia europejska, fikh, kalam, gnoza, logika, tafsir, nauki prawne, szariat, literatura arabska, kaligrafia arabska, historia świata (głównie islamskiego i chrześcijańskiego), studia koraniczne, studia nad hadisami, języki (nowożytne i starożytne).
Po ukończeniu podstawowego programu student może kontynuować naukę, aby zostać mudżtahidem. Po wielu latach studiowania, napisaniu kilku lub kilkunastu wartościowych książek i prac, najwyższą rangą, jaką może uzyskać członek hauzy, jest wielki ajatollah. Na czele seminariów stoją zazwyczaj ajatollahowie bądź ich zaufani pełnomocnicy. Do najsławniejszych i najbardziej szanowanych seminariów należą te zlokalizowane w Komie w Iranie i w An-Nadżafie w Iraku. Hauzy zlokalizowane są także w innych miastach takich jak Karbala w Iraku, Isfahan i Meszhed w Iranie, Bejrut w Libanie, Lucknow w Indiach, Lahaur w Pakistanie. Istnieją także w Europie, np. w Londynie. Poza Europą hauzy są zazwyczaj nieodpłatne. W innych przypadkach opłata jest niewielka bądź symboliczna. Studentem może zostać każda osoba bez względu na płeć, rasę czy wyznawaną religię.